# Перді (Міссурі)
Перді (англ. Purdy) — місто (англ. city) в США, в окрузі Баррі штату Міссурі. Населення — 1031 особа (2020).

## Географія
Перді розташоване за координатами 36°49′8″ пн. ш. 93°55′14″ зх. д. / 36.81889° пн. ш. 93.92056° зх. д. (36.818772, -93.920574).  За даними Бюро перепису населення США в 2010 році місто мало площу 1,67 км², уся площа — суходіл.

## Демографія
Згідно з переписом 2010 року, у місті мешкало 1098 осіб у 399 домогосподарствах у складі 271 родини. Густота населення становила 657 осіб/км².  Було 452 помешкання (271/км²).
Расовий склад населення:
| - 81,9 % — білих - 1,5 % — азіатів - 1,3 % — корінних американців - 11,8 % — осіб інших рас |

До двох чи більше рас належало 3,5 %. Частка іспаномовних становила 26,0 % від усіх жителів.
За віковим діапазоном населення розподілялося таким чином: 31,4 % — особи молодші 18 років, 56,0 % — особи у віці 18—64 років, 12,6 % — особи у віці 65 років та старші. Медіана віку мешканця становила 34,1 року. На 100 осіб жіночої статі у місті припадало 94,3 чоловіків;  на 100 жінок у віці від 18 років та старших — 86,4 чоловіків також старших 18 років.
Середній дохід на одне домашнє господарство  становив 42 670 доларів США (медіана — 40 648), а середній дохід на одну сім'ю — 47 585 доларів (медіана — 45 402). За межею бідності перебувало 16,1 % осіб, у тому числі 23,8 % дітей у віці до 18 років та 13,7 % осіб у віці 65 років та старших.
Цивільне працевлаштоване населення становило 625 осіб. Основні галузі зайнятості: виробництво — 39,5 %, освіта, охорона здоров'я та соціальна допомога — 19,8 %, роздрібна торгівля — 11,4 %, сільське господарство, лісництво, риболовля — 7,4 %.